# Posht Kolā
Posht Kolā (persiska: Poshteh Kolā, Poshteh Kolāh, پشته کلا, پشت کلا) är en ort i Iran.   Den ligger i provinsen Gilan, i den nordvästra delen av landet, 190 km nordväst om huvudstaden Teheran. Posht Kolā ligger 1 185 meter över havet och antalet invånare är 532.
Terrängen runt Posht Kolā är kuperad åt nordost, men åt sydväst är den bergig. Posht Kolā ligger nere i en dal.Runt Posht Kolā är det ganska glesbefolkat, med 45 invånare per kvadratkilometer. Närmaste större samhälle är Jīrandeh, 10,6 km söder om Posht Kolā. Trakten runt Posht Kolā består till största delen av jordbruksmark.